# São Bento Abade (ort)
São Bento Abade är en ort i Brasilien.   Den ligger i kommunen São Bento Abade och delstaten Minas Gerais, i den sydöstra delen av landet, 700 km söder om huvudstaden Brasília. São Bento Abade ligger 961 meter över havet och antalet invånare är 4 577.
Terrängen runt São Bento Abade är platt åt nordost, men åt sydväst är den kuperad. Runt São Bento Abade är det ganska tätbefolkat, med 80 invånare per kvadratkilometer.. Närmaste större samhälle är São Thomé das Letras, 18,2 km sydost om São Bento Abade.
Omgivningarna runt São Bento Abade är huvudsakligen savann.